# デタッチメント 優しい無関心
『デタッチメント 優しい無関心』（デタッチメント やさしいむかんしん、Detachment）は、2011年のアメリカ合衆国のドラマ映画。トニー・ケイ監督。日本では劇場未公開だが、DVDが2013年に発売された。
『戦場のピアニスト』でアカデミー主演男優賞を受賞したエイドリアン・ブロディが主演で、『アメリカン・ヒストリーX』のトニー・ケイ監督作品。アメリカの現代社会における学校問題にメスを切り込んだ内容で、生徒ではなく教師にフォーカスがあてられている。日本でも問題になっている学校崩壊、親の子供への無関心、過剰なモンスターペアレント、未成年による売春、教師のストレス、などのアメリカにおける教育現場の問題をリアルに描かれている。
2011年にトライベッカ映画祭で初上映されたほか、第24回東京国際映画祭にはコンペティション参加している。どこか陰のある主人公をエイドリアン・ブロディが静かに演じているほか、崩壊する学校の校長にマーシャ・ゲイ・ハーデン、ベテラン教師にジェームズ・カーン、その他ルーシー・リュー、ティム・ブレイク・ネルソンなどの個性派が脇を固めている。

## ストーリー
とある高校に英語クラスの代理教師として赴任したヘンリー（エイドリアン・ブロディ）。校長のキャロル（マーシャ・ゲイ・ハーデン）からは荒れ放題の実態を聞いた後、クラスに向かうも早速洗礼を受けてしまう。しかしヘンリーはそれに動じず、ののしる生徒をクラスから追い出して、そつなく授業を開始した。学校はお世辞にも優良校とは言えず、教師は舐められっぱなし。生徒も生徒なら親も親で、懇談会を開いても誰一人として来校しない始末。さらには少し注意しただけの生徒の母親は、職員室まで怒鳴り込んでくる。そんな現状に教師たちは頭を抱えていた。突然の学校閉鎖を突きつけられる校長のキャロルをはじめ、教員という孤独な立場に夜な夜な呆然とするサラ（クリスティーナ・ヘンドリックス）、生徒の相談役のドリス（ルーシー・リュー）も、将来を安易に考えすぎる生徒たちにストレスが溜まっており、同校勤務のワイアット（ティム・ブレイク・ネルソン）も生徒や家族から相手にもされない。ベテラン教師のチャールズ（ジェームズ・カーン）もああ言えばこう言うの不良生徒たちに静かな苛立ちを覚えていた。ヘンリーも家庭に暗い過去があり、その問題の張本人である病気の祖父を看病する日々を送っていた。ある日ヘンリーは、病院への看病帰りでエリカ（サミ・ゲイル）という少女と出会う。未成年ながら売春を行い、はじめはそんなエリカに関わらないようにあしらうヘンリーだったが、勝手な大人たちからいいようにもてあそばれる彼女に見かねて、家へ居候させることに。次第にヘンリーに対して心を開くようになってきたエリカとの生活で、ヘンリー自身にも変化が現れ始める。

## キャスト
- ヘンリー・バース - エイドリアン・ブロディ： 臨時の国語教師。
- キャロル・ダーデン - マーシャ・ゲイ・ハーデン： 校長。
- エリカ - サミ・ゲイル： 路上生活を送る少女。
- サラ・マディソン - クリスティーナ・ヘンドリックス： 女性数学教師。
- ワイアット - ティム・ブレイク・ネルソン： 生徒に無視されている中年教師。
- サージ・ケプラー - ウィリアム・ピーターセン： 教師。
- ダーデン氏 - ブライアン・クランストン： 校長の夫。
- ドリス・パーカー - ルーシー・リュー： スクールカウンセラー。
- パーキンス - ブライス・ダナー： ベテラン女性教師。
- チャールズ・シーボルト - ジェームズ・カーン： ベテラン教師。
- メレディス - ベティ・ケイ： 太めの女生徒。写真家志望。
- マシアス氏 - イザイア・ウィットロック・Jr： 一斉学力テストについて説明に来た男。

## スタッフ
- 監督：トニー・ケイ
- 脚本：カール・ランド
- 製作：オースティン・スターク、ベンジ・コーン、クリス・パパヴァジリウ、ビンゴ・ガベルマン、グレッグ・シャピロ
- 製作総指揮：エイドリアン・ブロディ、ピーター・スターリング、アンドレ・ラポート
- 音楽：ザ・ニュートンブラザース
- 撮影：トニー・ケイ
- 編集：バリー・アレクサンダー・ブラウン、ジェフリー・リッチマン

## エピソード
- メレディス役のベティ・ケイは、監督のトニー・ケイの娘である[2][3]。
- エリカ役のサミ・ゲイルは今作が映画デビュー作で、共演したエイドリアン・ブロディについて「私にとって最大のメンターでした。彼は演技のアインシュタイン教授のようで、私はそれをすべて吸収するスポンジでした」と語っている[4]。
- 脚本を担当したカール・ランドは公立学校の元教師である[5]。
- ラストシーンでヘンリーが朗読する小説は、エドガー・アラン・ポーの『アッシャー家の崩壊』。

## 受賞
- サンパウロ国際映画祭 観客賞
- ヴァランシエンヌ国際アクション冒険映画祭 最優秀作品賞
- ヴァランシエンヌ国際アクション冒険映画祭 観客賞
- ドーヴィル映画祭 批評家賞
- ウッドストック映画祭 マーヴェリック賞
- 東京国際映画祭 最優秀芸術貢献賞